# Dasypsyllus stejnegeri
Dasypsyllus stejnegeri är en loppart som först beskrevs av Jordan 1929.  Dasypsyllus stejnegeri ingår i släktet Dasypsyllus och familjen fågelloppor. Inga underarter finns listade i Catalogue of Life.